# Colobothea lunulata
Colobothea lunulata är en skalbaggsart som beskrevs av Lucas 1859. Colobothea lunulata ingår i släktet Colobothea och familjen långhorningar. Inga underarter finns listade i Catalogue of Life.